# Пам'ятники Лесі Українці
Пам'ятники  Лесі Українці (Ларисі Петрівні Косач-Квітці; 13 (25) лютого 1871, Новоград-Волинський — 19 липня (1 серпня) 1913, Сурамі, Грузія) - пам'ятники видатній українській письменниці, перекладачці, культурній діячці, встановлені в різних містах та селищах України, а також за кордоном.
| №  | Населений пункт                      | Розташування                                                                                               | Дата відкриття    | Назва                                                                   | Світлина                                                   | Скульптор, архітектор                                                         | Матеріял | Коментар |
| 1  | Балаклава, АР Крим                   | Площа Першого травня                                                                                       | 3 вересня 2004    | Пам'ятник Лесі Українці в Балаклаві (напівстатуя)                       |                                                            | скульпт. Володимир Суханов                                                    | мармурова скульптура на гранітному постаменті                                                                | Камінь зображає поетесу в 36-річному віці — саме в цьому віці вона провела в Балаклаві осінь 1907. |
| 2  | Білгород-Дністровський, Одеська обл. | вул. Пушкіна, 17, біля фасаду будівлі Білгород-Дністровського педагогічного училища                        | жовтень 2012      | Пам'ятник Лесі Українці в Білгород- Дністовському (статуя)              |                                                            | скульпт. Володимир Федьків                                                    | | З нагоди 140-річного ювілею Білгород-Дністровського педагогічного училища. |
| 3  | Білобожниця, Тернопільська обл.      | біля сільського Будинку культури                                                                           | 1967              | Пам'ятник Лесі Українці в Білобожниці (погруддя)                        |                                                            |                                                                               | | |
| 4  | Буркут, Івано-Франківська            | | 1976              | Пам'ятна дошка Лесі Українці в Буркуті                                  |                                                            | авт. М. Анденок                                                               | | На будинку, де проживала Леся Українка під час подорожі Буковиною. |
| 5  | Великі Бережці, Тернопільська обл.   | | 1987              |                                                                         | (світлина)                                                 |                                                                               | | На честь перебування Українки в червні–липні 1907 р. в своєї подруги – вчительки Марії Бєляєвої (Биковської). |
| 6  | Вижниця, Чернівецька обл.            | вул. Миру,13, на фасаді будинку                                                                            | 28 серпня 2006    | Барельєфна пам'ятна дошка місцю перебування Лесі Українки у Вижниці     |                                                            | скульпт. подружжя Римарів                                                     | | Колективна барельєфна дошка на будинку, в якому в різні часи зупинялися Іван Франко, Михайло Коцюбинський, Ольга Кобилянська, Леся Українка.                                                                                     |
| 7  | Гадяч, Полтавська обл.               | вул. Лесі Українки, 1, Будинок культури                                                                    | 1961              | Пам'ятна дошка Лесі Українці в Гадячі                                   |                                                            |                                                                               | | Пам'ятна дошка на честь перебування Лесі Українки в Гадячі. |
| 8  | Гадяч, Полтавська обл.               | Урочище «Зелений Гай»                                                                                      | 1970              | Пам'ятний знак Лесі Українці в урочищі «Зелений Гай»                    |                                                            |                                                                               | | Пам'ятний знак на місці будинку, в якому проживала в 1893—1906 рр. письменниця. |
| 9  | Гадяч, Полтавська обл.               | вул. Лесі Українки, 1, біля Будинку культури                                                               | 1995              | Пам'ятник родині Драгоманових                                           |                                                            | скульпт. Іда Копийгоренко, арх. Іван Сидоренко                                | | Спільний барельєфний пам’ятник М. Драгоманову, Олені Пчілці та Лесі Українці. |
| 10 | Гурзуф, АР Крим                      | вул. Ленінградська, 10, у парку Гурзуфського (Військового) санаторію                                       |                   | Пам'ятник Лесі Українці в Гурзуфі (погруддя)                            |                                                            |                                                                               | бронзове погруддя на гранітному постаменті                                                                   | |
| 11 | Дніпро                               | вул. Космонавтів, 12, на території школи № 129 житлового масиву «Придніпровський»                          | 25 лютого 2019    | Пам'ятник Лесі Українці в Дніпрі (погруддя)                             |                                                            | скульпт. Дмитро Мулярчук                                                      | «анти-вандальний» сплав, ззовні нагадує бронзу                                                               | Перший пам'ятник у місті. |
| 12 | Дніпро                               | вул. Воскресенська, 5 (фасад Дніпровського академічного драмтеатру)                                        | 1993              | Пам'ятник Лесі Українці у Дніпрі (погруддя)                             |                                                            | скульпт. Костянтин Чеканьов                                                   | | Перше погруддя у місті. |
| 13 | Дрогобич,Львівська обл.              | вул. Стрийська, 28 на території ліцею № 4                                                                  | 25 листопада 2021 | Пам'ятник Лесі Українкі в Дрогобичі                                     |                                                            |                                                                               | бронзове погруддя на гранітному постаменті                                                                   | Перший пам'ятник в місті. |
| 14 | Євпаторія, АР Крим                   | вул. Революції, 41                                                                                         |                   | Пам'ятна дошка Лесі Українці в Євпаторії                                | (світлина)                                                 |                                                                               | | Леся Українка тричі лікувалася в Євпаторії з 1890 р. |
| 15 | Житомир                              | вул. Лесі Українки, 15, на будівлі Житомирської музичної школи №4                                          |                   | Барельєфна пам'ятна дошка Лесі Українці в Житомирі                      | (світлина) [Архівовано 1 березня 2022 у Wayback Machine.]  |                                                                               | | Напис на дошці: «Геніальна дочка українського народу в 1880-90 роках відвідувала Житомир». |
| 16 | Запоріжжя                            | вул. Костянтина Великого, 5, на старій будівлі вокзалу станції Запоріжжя-2                                 | 8 жовтня 1995     | Барельєфна пам'ятна дошка місцю перебування Лесі Українки в Запоріжжі   |                                                            | скульпт. В. В’ялий                                                            | гранітна дошка з мідним барельєфним портретом та написом                                                     | У місті Олександрівськ Леся Українка проживала 9—10 серпня 1907 року. |
| 17 | Звягель Житомирська обл.             | вул. Соборності, 76/2, Літературно-меморіальний музей                                                      | 1963              | Пам'ятник Лесі Українці у Звягелі (погруддя)                            |                                                            | скульпт. В. Дяченко                                                           | заввишки 2,4 м. бронзова скультура, гранітний постамент                                                      | Біля садиби, де народилася Леся Українка. |
| 18 | Звягель Житомирська обл.             | вул. Соборності, 76/2, на будівлі Літературно-меморіального музею                                          | 16 серпня 1970    | Барельєфна пам'ятна дошка місцю перебування Лесі Українки у Звягелі     |                                                            |                                                                               | бронза | Барельєфне зображенням Українки з текстом: «У цьому будинку в 1871 р. народилася велика українська поетеса Леся Українка». |
| 19 | Звягель Житомирська обл.             | Площа Лесі Українки, біля Будинку культури                                                                 | 8 серпня 1987     | Пам'ятник Лесі Українці у Звягелі (статуя)                              |                                                            | скульпт. Микола Обезюк, арх. Микола Босенко, Валентин Жигулін                 | постать заввишки 4,66 м. з червоного граніту Омел’янівського родовища Житомирської області                   | Встановлено під час міжнародного свята літератури та мистецтва «Лесині джерела» |
| 20 | Звягель Житомирська обл.             | вул. Косачів, 5-а, на фасаді Музею родини Косачів                                                          | 31 липня 1999     | Барельєфна пам'ятна дошка родині Косачів у Звягелі                      |                                                            | скульпт. О. Коркушко, арх. А. Черніченко                                      | червоний граніт                                                                                              | На місці будинку Завадських, де народилася Леся Українка. Вона зображена в колі батька Петра Антоновича, матері Олени Пчілки, брата Михайла та сестри Ольги.                                                                     |
| 21 | Іллінці, Івано-Франківська обл.      | | 1963              |                                                                         |                                                            | скульпт. Лука Біганич                                                         | | |
| 22 | Калинівщина, Тернопільська обл.      | | 1958              | Пам'ятник Лесі Українці в Калинівщині (погруддя)                        |                                                            |                                                                               | | |
| 23 | Київ                                 | Байкове (старе) кладове, дільниця № 3.                                                                     | 1939              | Надгробний пам'ятник Лесі Українці на Байковому кладовищі (напівстатуя) |                                                            | скульпт. Галина Петрашевич                                                    | бронзовий пам'ятник на гранітному постаменті                                                                 | Напис із некролога в більшовицькій газеті рос. мовою: «Стоячи близько до визвольного руху взагалі і пролетарського зокрема, віддавала йому всі сили, сіяла розумне, добре, вічне.» "Робоча Правда", 1913 р.»                     |
| 24 | Київ                                 | вул. Саксаганського, 101                                                                                   | 1955              | Пам'ятна дошка місцю перебування Лесі Українки в Києві                  |                                                            | арх. Валентина Шевченко                                                       | граніт | У будинку Українка мешкала 1911 та 1913 рр. До святкування Лесиного ювілею 1971 року дошку замінено на гранітну. |
| 25 | Київ                                 | вул. Тарасівська, 14                                                                                       | 1955              | Пам'ятна дошка місцю перебування Лесі Українки в Києві                  |                                                            | арх. Валентина Шевченко                                                       | граніт | До святкування Лесиного ювілею 1971 року дошку замінено на гранітну. |
| 26 | Київ                                 | вул. Ярославів вал, 32                                                                                     | 1955              | Пам'ятна дошка місцю перебування Лесі Українки в Києві                  | (світлина) [Архівовано 8 січня 2013 у Wayback Machine.]    | арх. Валентина Шевченко                                                       | граніт | На фасаді будинку, де 1907 р. після одруження мешкали Климент Квітка та Леся Українка. До святкування Лесиного ювілею 1971 року замінено на гранітну.                                                                            |
| 27 | Київ                                 | «Маріїнський парк», навпроти Маріїнського палацу                                                           | 1965              | Парковий пам'ятник Лесі Українці в Маріїнському парку в Києві (статуя)  |                                                            | скульпт. Василь Бородай, арх. Анатолій Ігнащенко                              | скульптура заввишки 3,4 м відлита з бронзи і встановлена на півметровому гранітному подіумі                  | |
| 28 | Київ                                 | вул.Саксаганського, 97, нині Музей видатних діячів української культури                                    | 1971              | Погруддя та пам'ятна дошка місцю перебування Лесі Українки в Києві      |                                                            | скульпт. Галина Кальченко, арх. Анатолій Ігнащенко                            | бронза | Втановлено до 100-річчя від дня народження. У цьому будинку Лесина родина в 1899—1910 рр. винаймала помешкання. Нині пам'ятника втрачено, 4 березня 2015 його нахабно зірвали з фасаду та викрали.                               |
| 29 | Київ                                 | Площа Лесі Українки, біля Центрвиборчкому України, Печерськ                                                | 3 вересня 1973    | Пам'ятник Лесі Українці на площі її імені в Києві (статуя)              |                                                            | скульпт. Галина Кальченко, арх. Анатолій Ігнащенко                            | бронзова постать поетеси заввишки 5 м, встановлена на постаменті з чорного лабрадориту, також заввишки 5 м   | Пам'ятник оточують спеціально висаджені дерева, привезені з батьківщини поетеси. Напис: «Як я умру, на світі запалає покинутий вогонь моїх пісень і стримуваний пломінь засіяє; вночі запалений, горітиме удень. Леся Українка». |
| 30 | Київ                                 | вул. Грушевського, 6, в холі Національного художнього музею України                                        | 1974              | Пам'ятник Лесі Українці в НХМУ в Києві (статуя)                         | (світлина)                                                 | скульпт. Галина Кальченко                                                     | білий мармур, заввишки 2,5 м                                                                                 | Леся Українка бувала в цьому будинку 1900 р., тут розміщувалася майстерня худ. І. І. Труша, який намалював портрет поетеси.- |
| 31 | Київ                                 | вул. Назарівська, 21                                                                                       |                   | Пам'ятна дошка місцю перебування Лесі Українки в Києві                  |                                                            |                                                                               | бронза | На фасаді нової будівлі, на місці якої стояв будинок, де мешкала у 1895—1897, 1899 рр. Леся Українка. |
| 32 | Київ                                 | вул. Рогнідинська, 1                                                                                       | 1983              | Пам'ятна дошка місцю перебування Лесі Українки в Києві                  |                                                            |                                                                               | бронза | У цьому будинку з 1896 до 1901 року містилося Київське літературно-артистичне товариство, на концертах і засіданнях якого виступали видатні діячі культури, зокрема, і Леся Українка.                                            |
| 33 | Київ                                 | вул. Володимирська, 42                                                                                     | 1984              | Пам'ятна дошка місцю перебування Лесі Українки в Києві                  | (світлина) [Архівовано 7 грудня 2017 у Wayback Machine.]   | арх. В. Сенниченко                                                            | бронза | У цьому будинку з 1908 по 1914 рік містився літературно-мистецький клуб, у його діяльності брали участь видатні діячі української культури, зокрема і Леся Українка.                                                             |
| 34 | Київ                                 | Вознесенський узвіз, 20, на території Національної академії образотворчого мистецтва і архітектури         |                   | Пам'ятник Лесі Українці в НАОМА в Києві (статуя)                        | (світлина) [Архівовано 3 квітня 2019 у Wayback Machine.]   | скульпт. Володимир Прядко                                                     | бронзовий пам'ятник                                                                                          | |
| 35 | Київ                                 | вул. Фрометівська, 9, в «Українському парку» на території МАУП                                             | 2000              | Парковий пам'ятник Лесі Українці в МАУП у Києві (статуя)                |                                                            | скульпт. Борис Крилов, Олесь Сидорук                                          | бронзовий пам'ятник заввишки 2 м                                                                             | |
| 36 | Київ                                 | вул. Стрілецька, 15, нині Посольство Норвегії                                                              |                   | Пам'ятна дошка місцю перебування Лесі Українки в Києві                  |                                                            |                                                                               | | У цьому будинку в 1893—1894 рр. мешкала Українка разом із сестрою Ольгою. |
| 37 | Ковель, Волинська обл.               | Парк культури і відпочинку імені Лесі Українки                                                             | 1991              | Пам'ятник Лесі Українці в Ковелі (статуя)                               |                                                            | скульпт. Юліан Савко                                                          | бронзовий пам'ятник на гранітному постаменті                                                                 | |
| 38 | Колодяжне, Волинська обл.            | біля Сільради та Будинку культури                                                                          | 1958              | Пам'ятник Лесі Українці в Колодяжному (погруддя)                        | (світлина)                                                 | скульпт. Галина Кальченко                                                     | | Встановлено на честь 45-ї річниці пам’яті Лесі України над автотрасою Луцьк-Ковель, на повороті, що веде до Музею Лесі Українки, 1971 р., в рік 100-річчя від дня народження поетеси, погруддя було перенесено до центру села.   |
| 39 | Колодяжне, Волинська обл.            | вул. Лесі Українки, 53, на території Літературно-меморіального музею-садиби Лесі Українки                  | 1958              | Пам'ятник Лесі Українці в Колодяжному (погруддя)                        |                                                            | скульпт. Володимир Сколоздра                                                  | бронзове погруддя на мармуровій колоні                                                                       | З 1882 року сім’я Українки оселилась тут на постійне мешкання, Леся жила до кінця 1896, далі — наїздами. |
| 40 | Колодяжне, Волинська обл.            | на в'їзді до міста                                                                                         |                   | Придорожній барельєфний знак Лесі Українці                              | (світлина)                                                 |                                                                               | | |
| 41 | Коршів, Волинська обл.               | | 1971              | Пам'ятник Лесі Українці в Коршові                                       |                                                            | Львівська кераміко-скульптурна фабрика                                        | | |
| 42 | Косівщина, Сумська обл.              | у центрі села                                                                                              | 1987              | Пам'ятник Лесі Українці в Косівщині (погруддя)                          | (світлина) [Архівовано 4 квітня 2019 у Wayback Machine.]   |                                                                               | | Тут навесні 1889 на лікуванні у народної цілительки Параски Богуш була Леся Українка. |
| 43 | Луцьк                                | вул. Глушець, у «Центральному парку культури і відпочинку імені Лесі Українки»                             | 1966              | Пам'ятник Лесі Українці в Луцьку (статуя)                               |                                                            | скульпт. Лев Муравін, арх. Ростислав Метельницький                            | | Цитата на пам'ятнику: «Ні! Я жива! Я буду вічно жити! Я в серці маю те, що не вмирає». |
| 44 | Луцьк                                | Театральний майдан, перед будівлею Волинського академічного музично-драматичного театру ім. Т. Г. Шевченка | 19 серпня 1977    | Пам'ятник Лесі Українці в Луцьку (статуя)                               |                                                            | скульпт. Микола Обезюк, Андрій Німенко, арх. Валентин Жигулін, Сергій Кілессо | бронзова постать висотою 5,5 м встановлена на постаменті з полірованого лабрадориту та гранітному стереобаті | |
| 45 | Луцьк                                | Проспект Волі, 13, біля Волинського національного університету імені Лесі Українки                         |                   | Пам'ятник Лесі Українці в Луцьку (погруддя)                             |                                                            |                                                                               | | |
| 46 | Луцьк                                | вул. Винниченка, 30, на фасаді корпусу № 1 Волинського національного університету імені Лесі Українки      | 1986              | Пам'ятник Лесі Українці в Луцьку (погруддя)                             | (світлина) [Архівовано 24 березня 2019 у Wayback Machine.] | скульпт. Галина Кальченко                                                     | | На честь 115-ї річниці від дня народження Лесі Українки. |
| 47 | Луцьк                                | вул. Драгоманова, 23, (вул. Кафедральна), нині кімната-музей «Лесина вітальня»                             |                   | Пам'ятна дошка місцю перебування Лесі Українки в Луцьку                 |                                                            |                                                                               | | На кафедральному будинку, де в 1890—1891 р. мешкала родина Косачів. |
| 48 | Львів                                | вул.Винниченка, 24, на будиноку Наукового товариства ім. Шевченка                                          | 1971              | Барельєф і пам'ятна дошка місцю перебування Лесі Українки у Львові      |                                                            |                                                                               | | З нагоди 100-ліття з дня народження Лесі Українки на фасаді цього будинку було встановлено меморіяльну дошку (згодом замінено).                                                                                                  |
| 49 | Львів                                | вул. Караджича, 5, у подвір'ї СШ № 75 ім. Лесі Українки                                                    | 1971              | Пам'ятник Лесі Українці у Львові (погруддя)                             |                                                            | скульпт. Лука Біганич, арх. Володимир Блюсюк                                  | бронзове погруддя на гранітному постаменті                                                                   | |
| 50 | Львів                                | вул. Караджича, 5, у подвір'ї СШ № 75 ім. Лесі Українки                                                    |                   | Барельєфна пам'ятна дошка Лесі Українці у Львові                        |                                                            |                                                                               | | Напис з твору «В катакомбах»: «Я честь віддам титану-прометею, що не творив своїх людей рабами... я вслід його піду». |
| 51 | Львів                                | вул. Лесі Українки, 1                                                                                      | 1971              | Пам'ятна дошка місцю перебування Лесі Українки у Львові                 |                                                            | скульпт.Еммануїл Місько                                                       | бронза | Фасад Національного академічного українського драматичного театру ім. Марії Заньковецької. |
| 52 | Миролюбівка, Тернопільська обл.      | біля школи                                                                                                 | 1994              | Пам'ятник Лесі Українці у Миролюбівці                                   |                                                            |                                                                               | | |
| 53 | Нова Кам'янка, Львівська обл.        | | 1986              | Пам'ятник Лесі Українці у Новій Кам'янці                                |                                                            | скульпт. Богдан Попович                                                       | мармурова крихта                                                                                             | |
| 54 | Одеса                                | вул. Жуковського, 27                                                                                       | 1971              | Барельєфна пам'ятна дошка місцю перебування Лесі Українки в Одесі       |                                                            |                                                                               | гранітна дошка з бронзовим барельєфом                                                                        | Встановлено до 100-ліття від дня народження Українки на будинку, де мешкали Комарови і де неодноразово бувала з 1888 р. |
| 55 | Павлів, Львівська обл.               | біля будинку «Просвіти»                                                                                    | 1971              | Пам'ятник Лесі Українці у Павлові                                       |                                                            | скульпт. Ярослав Мотика                                                       | мармурова крихта                                                                                             | |
| 56 | Підгайці, Тернопільська обл.         | вул. Лесі Українки, біля єврейського кладовища                                                             |                   | Пам'ятник Лесі Українці в Підгайцях (погруддя)                          |                                                            |                                                                               | | Напис у розгорнутій книзі: «Ні! Я жива, я буду вічно жити, Я в серці маю те, що не вмирає». |
| 57 | Підкамінь, Івано-Франківська обл.    | біля сільського клубу                                                                                      | 1992              | Пам'ятник Лесі Українці у Підкамені                                     |                                                            |                                                                               | | |
| 58 | Полонне, Хмельницька обл.            | вул. академіка Герасимчука, 148, ЗОШ I–II ступенів № 5                                                     | 1971              | Пам'ятна дошка місцю перебування Лесі Українки в Полонному              |                                                            |                                                                               | | На фасаді будинку Лесиного дядька Григорія Косача, в якому мешкала Українка 1893 р., коли приїздила до нього. |
| 59 | Полонне, Хмельницька обл.            | вул. Лесі Українки                                                                                         | 1993              | Пам'ятник Лесі Українці в Полонному (статуя)                            | (світлина) [Архівовано 3 квітня 2019 у Wayback Machine.]   |                                                                               | | |
| 60 | Полтава                              | вул. Гоголя, 22, на будинку кінотеатру «Колос»                                                             |                   | Пам'ятна дошка діячам культури в Полтаві                                |                                                            |                                                                               | | Колективна дошка на честь відкривачів пам'ятника Іванові Котляревському 1903 року. |
| 61 | Рава-Руська, Львівська обл.          | вул. Ярослава Мудрого, 10, перед Будинком повітового суду                                                  |                   | Пам'ятник Лесі Українці в Раві-Руській (погруддя)                       |                                                            |                                                                               | бронзове погруддя                                                                                            | |
| 62 | Романове Село, Тернопільська обл.    | | 1972              | Пам'ятник Лесі Українці в Романовому Селі                               |                                                            |                                                                               | | |
| 63 | Саки, АР Крим                        | вул. Курортна, головна алея парку на території санаторію «Саки»                                            | 1987              | Пам'ятник Лесі Українці в Саках (погруддя)                              |                                                            |                                                                               | бронзове погруддя                                                                                            | Українка лікувалася в санаторії 1980 р. |
| 64 | Соколя, Львівська обл.               | у центрі села                                                                                              | 1976              | Пам'ятник Лесі Українці в Соколі                                        |                                                            | скульпт. Богдан Попович                                                       | мармурова крихта                                                                                             | |
| 65 | Стрий, Львівська обл.                | Площа Незалежності                                                                                         | 24 серпня 1995    | Пам’ятник «Будителям» у Стрию (статуя)                                  |                                                            | скульпт. Василь та Володимир Одрехівські                                      | бронзовий пам'ятник                                                                                          | Входить до комплексного пам’ятника «Будителям»: Т. Шевченко, І. Франко та Леся Українка. |
| 66 | Тупальці, Житомирська обл.           | |                   | Пам'ятник Лесі Українці в Тупальцях                                     |                                                            |                                                                               | | |
| 67 | Турівка, Тернопільська обл.          | вул. Новий Світ, біля контори с/г товариства                                                               | 1978              | Пам'ятник Лесі Українці в Турівці                                       |                                                            |                                                                               | | |
| 68 | Ялта, АР Крим                        | вул. Катерининська, 8, біля Музею Лесі Українки                                                            | 16 серпня 1972    | Пам'ятник Лесі Українці в Ялті (статуя)                                 |                                                            | скульпт. Галина Кальченко, арх. Анатолій Ігнащенко                            | бронзовий пам'ятник, постамент — діабазові брили, видобуті в Криму поблизу гори Аюдаг                        | В Ялті з жовтня по грудень 1897 поетеса винаймала кімнату. |
| 69 | Ялта, АР Крим                        | вул. Катерининська, 8, на будівлі Музею Лесі Українці                                                      |                   | Барельєф і пам'ятна дошка місцю перебування Лесі Українки в Ялті        | (світлина)                                                 |                                                                               | | Напис рос. та укр.: «Тут в 1897 р. жила велика українська письменниця Леся Українка». |
| 70 | Ялта, АР Крим                        | вул. Лесі Українки, 6                                                                                      |                   | Барельєф і пам'ятна дошка місцю перебування Лесі Українки в Ялті        |                                                            |                                                                               | | Напис рос. та укр.: «Тут в 1907—1908 р. жила велика українська письменниця Леся Українка». |
| 71 | Яремче                               | на території санаторію "Прикарпатський"                                                                    |                   | Пам'ятник Лесі Українки в Яремче (погруддя)                             |                                                            |                                                                               | | |
| 72 | Ярославичі, Рівненська обл.          | |                   | Пам'ятна дошка місцю перебування Лесі Українки в Ярославичах            |                                                            |                                                                               | | |
| 73 | Ярунь, Житомирська обл.              | біля технікуму земельного впорядкування                                                                    | 15 травня 2008    | Пам'ятник Лесі Українці в Яруні (погруддя)                              | (світлина)                                                 |                                                                               | | |

| №  | Країна    | Населений пункт | Розташування                                                                   | Дата встановлення | Тип                                                                 | Світлина                                                 | Скульптор, архітектор                                                        | Матеріял                                              | Коментар |
| 1  | Австрія   | Відень          | вул. Флоріаніґассе, 7                                                          | 25 лютого 1999    | Барельєфна пам'ятна дошка місцю перебування Лесі Українки у Відні   |                                                          | скульпт. Любомир Яремчук                                                     | бронза                                                | Сюди Українка приїздила на лікування, для зустрічей з друзями й однодумцями.                                                                                      |
| 2  | Білорусь  | Мінськ          | вул.Куйбишева, 10                                                              | 25 лютого 2004    | Барельєфна пам'ятна дошка місцю перебування Лесі Українки у Мінську | (світлина) [Архівовано 4 квітня 2019 у Wayback Machine.] |                                                                              |                                                       | Напис: «У будинку, що стояв на цьому місці, в 1898—1901 рр. жила і працювала відома письменниця, класик української літератури Леся Українка (1871—1913)».        |
| 3  | Болгарія  | Софія           |                                                                                |                   | Пам'ятна дошка місцю перебування Лесі Українки у Софії              |                                                          |                                                                              |                                                       | |
| 4  | Грузія    | Батумі          |                                                                                | 1972              | Пам'ятник Лесі Українці в Батумі (погруддя)                         |                                                          | скульпт. Макар Вронський                                                     |                                                       | |
| 5  | Грузія    | Батумі          |                                                                                |                   | Барельєфна пам'ятна дошка місцю перебування Лесі Українки в Батумі  |                                                          |                                                                              | бронза                                                | |
| 6  | Грузія    | Сурамі          | просп. Гурамішвілі, 2, у дворі Музею Лесі Українці                             | 1952              | Пам'ятник Лесі Українці в Сурамі (погруддя)                         | (світлина) [Архівовано 8 січня 2013 у Wayback Machine.]  | скульпт. Тамара Абакелія                                                     |                                                       | Перший пам'ятник Українці, 19 липня (1 серпня) 1913 року у віці 42 років тут скінчилося її земне життя.                                                           |
| 7  | Грузія    | Сурамі          | вул. Лесі Українки                                                             |                   | Пам'ятна дошка місцю перебування Лесі Українки в Сурамі             |                                                          |                                                                              |                                                       | |
| 8  | Грузія    | Тбілісі         |                                                                                |                   | Пам'ятна дошка місцю перебування Лесі Українки в Тбілісі            |                                                          |                                                                              |                                                       | |
| 9  | Грузія    | Телаві          | у парку «Надікварі»                                                            | 28 листопада 2017 | Пам'ятник Лесі Українці в Телаві (статуя)                           |                                                          | скульпт. О. Ю. Рубан, В. Р. Липовка, арх. В. П. Скульський                   | бронзовий пам'ятник на гранітному постаменті          | Українська поетеса жила в Телаві у 1909—1910 роках і створила такі твори, як «Камінний господар» та «Руфін і Прісцілла».                                          |
| 10 | Грузія    | Телаві          | на будинку Музичної школи № 2                                                  |                   | Пам'ятна дошка місцю перебування Лесі Українки в Телаві             |                                                          |                                                                              |                                                       | Напис груз. та рос.: «Тут 1909 р. проживала українська письменниця Леся Українка».                                                                                |
| 11 | Грузія    | Телаві          | вул. Ахледіані, 35                                                             |                   | Пам'ятна дошка місцю перебування Лесі Українки в Телаві             |                                                          |                                                                              |                                                       | Напис груз. та рос.: «Тут 1909 р. проживала українська письменниця Леся Українка».                                                                                |
| 12 | Естонія   | Тарту           | вул. Кастана, 65                                                               | 2001              | Пам'ятна дошка місцю перебування Лесі Українки у Тарту              |                                                          |                                                                              | граніт                                                | 1900 р. Леся Українка гостила в Дерпті у родині брата Михайла |
| 13 | Єгипет    | Олександрія     | Al Azaritah WA Ash Shatebi, Qesm Bab Sharqi, в Александрійській бібліотеці     | 24 травня 2002    | Пам'ятна дошка місцю перебування Лесі Українки в Олександрії        |                                                          | скульпт. Богдан Корж                                                         | бронзовий барельєф                                    | У цій країні Леся провела три останні роки свого життя з1910 по 1913.                                                                                             |
| 14 | Італія    | Сан-Ремо        | бульв. Кавалотті, нині вілла «Адріана»                                         | 1999              | Пам'ятна дошка місцю перебування Лесі Українки у Сан-Ремо           |                                                          |                                                                              | білий мармур                                          | З 1901 по 1903 рр. на цій віллі «Наталія» Леся Українка жила у родичів Садовських.                                                                                |
| 15 | Канада    | Вінніпег        |                                                                                |                   | Пам'ятник Лесі Українці у Вінніпезі                                 |                                                          |                                                                              |                                                       | |
| 16 | Канада    | Торонто         | у парку «Гай-Парк», район Блур Вест Віладж                                     | 19 жовтня 1975    | Пам'ятник Лесі Українці в Торонто (статуя)                          |                                                          | скульпт. Михайло Черешньовський                                              | бронзовий пам'ятник на постаменті з чорного граніту   | Написи англійською та українською «Хто визволиться сам, той буде вільний, хто визволить кого, в неволю візьме». «Леся Українка. Найвидатніша українська поетеса». |
| 17 | Канада    | Саскатун        | біля будівлі Мюррея, університет Саскачевану                                   | 1976              | Пам'ятник Лесі Українці у Саскатуні (статуя)                        |                                                          | скульпт. Галина Кальченко                                                    | бронзовий пам'ятник заввишки 3 м                      | Пам’ятник був подарований Радянським урядом. |
| 18 | Німеччина | Берлін          | вул. Йоганісштрассе, 11, на будинку хостела «Heart of Gold»                    | 30 серпня 2010    | Пам'ятна дошка місцю перебування Лесі Українці в Берліні            |                                                          | скульптор-гравер Вадим Голобородов                                           | граніт                                                | У приватній клініці нім. проф.-хірурга Ернста фон Бергманна 1899 р. поетеса лікувалася й працювала.                                                               |
| 19 | РФ        | Москва          | Український бульв., між готелем «Україна» та майданом перед Київським вокзалом | вересень 2006     | Пам'ятник Лесі Українці у Москві (статуя)                           |                                                          | арх.-скульпт.: Є. Г. Розанов, А. М. Бурганов, І. А. Бурганов, І. А. Голубєва | бронзова скульптура на постаменті з червоного граніту | Встановлення присвячено Дню міста. |
| 20 | США       | Клівленд        | «Парк Народів»                                                                 | 24 вересня 1961   | Пам'ятник Лесі Українці у Клівленді (статуя)                        |                                                          | скульпт. Михайло Черешньовський                                              | бронзовий пам'ятник на мармуровому п'єдесталі         | Для роботи скульптор неодноразово зустрічався з сестрою поетеси Ізидорою Косач-Борисовою, студіював її родинний фотоархів.                                        |